# جولي موران
جولي موران (بالإنجليزية: Julie Moran)‏ هي متسابقة ملكة الجمال ومقدمة تلفزيونية ومعلقة رياضية وممثلة أمريكية، ولدت في 10 يناير 1962 في الولايات المتحدة.

## أعمال

### أفلام
- (1996) يوم الاستقلال[4][5]

## وصلات خارجية
- جولي موران على موقع IMDb (الإنجليزية)
- جولي موران على موقع أول موفي (الإنجليزية)
- جولي موران على موقع قاعدة بيانات الفيلم (الإنجليزية)
- جولي موران على موقع كينوبويسك (الروسية)